# Філатьєв Олександр Валер'янович
Філатьєв Олександр Валер'янович (1849 — ?) — український військовий діяч, генерал-майор Російської імператорської армії.
Закінчив Воронезький кадетський корпус, Санкт-Петербурзьке піхотне училище. Службу проходив у Санкт-Петербурзькому військовому окрузі. З 1915 року — у резерві Київського військового округу. За доби Української Держави — командир 3-го армійського корпусу. Взимку 1919 р. керував Одеською групою військ Армії УНР.